# Булацька ГЕС
Булацька ГЕС — проєктована ГЕС у Казахстані, контррегулятор Шульбінської ГЕС, 4-й ступінь Іртишського каскаду ГЕС. Розташовується за 20 км нижче Шульбінської ГЕС, за 47,5 км вище Семипалатинська. Будується вельми повільно.
Булацька ГЕС матиме водосховище добового регулювання, що дасть змогу зняти існуючі обмеження на Шульбінську ГЕС, перевести її в режим покриття пікових навантажень і збільшити існуючу потужність Шульбінської ГЕС у перспективі до величини від 500 до 700 МВт. Крім того, на Булакській ГЕС вироблятиметься власна електроенергія в розмірі близько 300 млн кВт·год на рік.

### Склад гідровузла
- Будівля ГЕС із трьома капсульними агрегатами потужністю по 22,75 МВт.
- Водозливна залізобетонна гребля, розрахована на пропуск максимальних витрат 7410 м³/с.
- Земляна гребля максимальною висотою 14,5 м з ядром і понуром із суглинку, довжина греблі з дамбовою частиною 5439 м.
- Однокамерний судноплавний шлюз довжиною 175 м з підвідних і відвідних каналів, габарити камери шлюзу 100 × 18 м, розрахунковий напір 9,7 м.
- Відкритий розподільний пристрій (ВРП) 220 кВ.

Повний об'єм водосховища 142,3 млн м³, корисний об'єм — 40,0 млн м³, площа водосховища — 33,4 км².
У зоні впливу водосховища знаходяться населені пункти Булак, Баженово і Ново-Баженово.

## Ресурси Інтернету
- Инвестиционный проект: строительству Булакской ГЭС на реке Иртыш(рос.)